# 彭建武
彭建武（1964年—），湖南宁乡人，汉族，中华人民共和国政治人物、第十二届全国人民代表大会湖南地区代表。
毕业于西北工业大学材料科学与工程系焊接专业。加入中国共产党。2013年，担任全国人大代表。